# NGC 715
NGC 715 est une galaxie spirale située dans la constellation de la Baleine. NGC 715 a été découverte par l'astronome américain Ormond Stone en 1885.

## Caractéristiques
Sa vitesse par rapport au fond diffus cosmologique est de 5 326 ± 25 km/s, ce qui correspond à une distance de Hubble de 78,6 ± 5,5 Mpc (∼256 millions d'al).
NGC 715 renferme des régions d'hydrogène ionisé.